# Paruline obscure
Leiothlypis peregrina
Espèce
Statut de conservation UICN

 LC  : Préoccupation mineure
La Paruline obscure (Leiothlypis peregrina) est une espèce de passereaux de la famille des Parulidae. Elle a longtemps été placée dans le genre Vermivora.

## Description

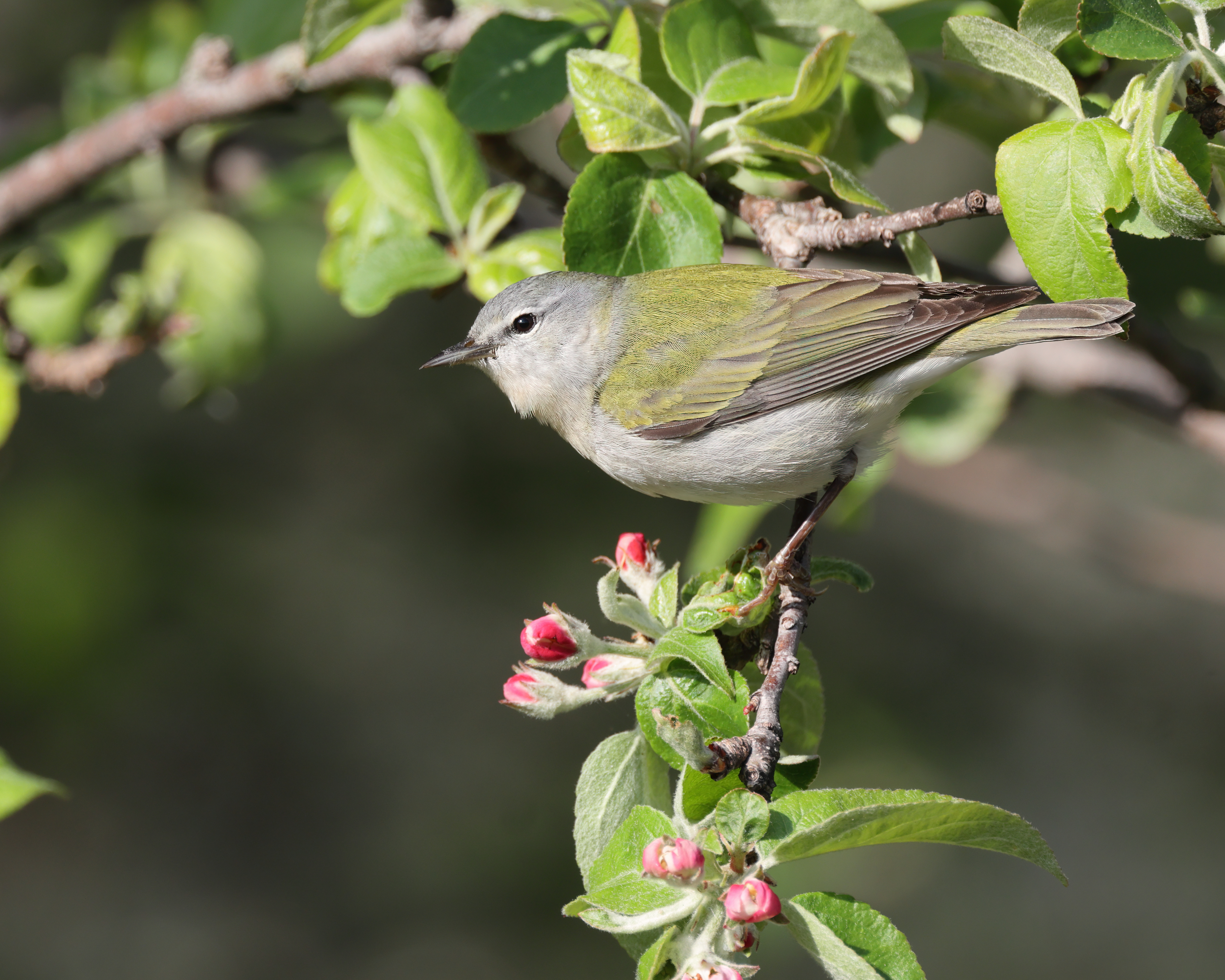
Une paruline obscure dans le Jardin universitaire Roger-Van den Hende à Québec. Mai 2023.

Le plumage de la paruline obscure est terne, ressemblant à celui de certains viréos. En raison de cette coloration, la paruline obscure peut être difficile à observer. Sa présence est souvent révélée par le chant du mâle. Cette paruline mesure environ 12 centimètres et pèse autour de 10 grammes.

## Alimentation
Cette paruline se nourrit principalement d'insectes en fouillant le feuillage et en parcourant les branches d'une extrémité à l'autre. La paruline obscure s'alimente surtout à des hauteurs inférieures à 12 mètres mais, au printemps, elle peut chasser au sommet des grands arbres en fleur.
La paruline obscure consomme des charançons, des mouches, des pucerons, des sauterelle, des chenilles, des vers, des scarabées et des araignées. Elle complète son régime avec des graines et des fruits. Cette paruline dévore de grandes quantités de Tordeuses des bourgeons de l'épinette.

## Reproduction
Pendant la migration printanière, le système reproducteur de cette espèce est souvent très développé. Des copulations ont été observées avant l'arrivée des individus sur leur aire de nidification. Cela pourrait être une adaptation à la courte durée de leur période de nidification.
Le chant du mâle peut atteindre une fréquence de 6600 à 9150 hertz comparativement à 4000 hertz en moyenne chez la plupart des autres passereaux.
Plusieurs couples de parulines obscures peuvent se retrouver dans un secteur de faible superficie lorsque l'habitat est favorable, formant ainsi des colonies lâches. La femelle pond de 4 à 6 œufs, parfois 8, qui sont incubés pendant environ 12 jours. La ponte est plus importante que chez la plupart des parulines. Le nid est rarement parasité par le Vacher à tête brune. Le mâle et la femelle prennent soin des juvéniles.

## Répartition

zone de nidification
zone d'hivernage

Cette espèce niche du nord-ouest du Yukon jusqu'à Terre-Neuve au nord, et du nord-ouest du Montana  jusqu'à la Nouvelle-Angleterre, au sud.
Son aire d'hivernage s'étend du centre du Mexique au nord de l'Amérique du Nord. La paruline obscure y est plutôt grégaire et se rencontre en groupes pouvant comprendre 200 individus.

## Habitats
Sur son aire de nidification, la paruline obscure fréquente surtout dans les forêts conifériennes et mixtes. Elle se retrouve également dans les jeunes peuplements de feuillus avec un bon couvert arbustif, les arbustaies denses, les peuplements en régénération, les tourbières, les terrains défrichés par les humains, les brûlés, et les sites récemment coupés.

## Taxinomie
synonymes
- Oreothlypis peregrina, Vermivora peregrina, Helminthophila peregrina, Sylvia peregrina (protonyme).